# 帝国委员会 (奥地利)
帝國國會（德語：Reichsrat；捷克語：Říšskárada；波蘭語：Rada Państwa；意大利語：Consiglio Imperiale；斯洛文尼亞語：Državnizbor），也可譯做帝國議會、帝國委員會。是由1861年起是奧地利帝國的立法機關，而自1867年起成為內萊塔尼亞的立法機關。議會由兩院組成，分別為上議院（德語：Herrenhaus）和下議院（德語：Abgeordnetenhaus）組成。

## 查看其他
帝國議會 (神聖羅馬帝國) - 1663年至1806年
帝國議會 (北德意志邦聯) - 1866年至1871年
帝國議會 (德意志帝國) - 1871年至1918年
帝國議會 (威瑪共和國) - 1919年至1933年
帝國議會 (納粹德國) - 1933年至1945年